# シンプル・シモン
『シンプル・シモン』（原題: I rymden finns inga känslor,英題:  Simple Simon）は、2010年のスウェーデンの映画。

## あらすじ
アスペルガー症候群を抱えるSFオタクのシモンは、人とかかわることが苦手で、嫌なことがあると、ドラム缶製ロケットの中に閉じこもる。
シモンの兄であるサムはそんな彼とコミュニケーションをとれる数少ない人物だったが、サムの恋人はそんなシモンに嫌気がさしてサムのもとを去ってしまった。
兄を元気づけるべく、シモンは"完璧な恋人"を探すことにした。

## キャスト
- ビル・スカルスガルド（シモン）

日本語吹き替え- 日野聡
- マルティン・ヴァルストロム（サム）

日本語吹き替え- 森川智之
- セシリア・フォルス（イェニファー）

日本語吹き替え- 中村千絵
- ソフィ・ハミルトン（フリーダ）

日本語吹き替え- 白川愛実
- ロッタ・テイレ（シモンのママ）

日本語吹き替え- 島宗りつこ